# Oscinella mesopleuralis
Oscinella mesopleuralis är en tvåvingeart som beskrevs av Curtis W. Sabrosky 1951. Oscinella mesopleuralis ingår i släktet Oscinella och familjen fritflugor. Inga underarter finns listade i Catalogue of Life.